# Palawan Passage
Palawan Passage – cieśnina na Morzu Południowochińskim, należąca do Filipin, oddzielająca wyspę Palawan od archipelagu Spratly. Ma od 35 mil (56 km) do 40 mil (64 km) szerokości. Cieśnina została po raz pierwszy zbadana w 1850 roku przez Williama Thorntona Bate'a. Była wykorzystywana przez statki handlowe do żeglugi między Chinami a Manilą w okresie monsunu południowo-zachodniego, ponieważ była bardziej osłonięta niż szlak przez Morze Południowochińskie na zachód od Palawanu. 23 października 1944 roku amerykańskie okręty podwodne USS „Darter” i USS „Dace” zatopiły w cieśninie dwa japońskie krążowniki i uszkodziły trzeci podczas bitwy w zatoce Leyte. Jaskinie Tabon, kompleks jaskiń w gminie Quezon na wyspie Palawan, będący miejscem odkrycia prehistorycznych szczątków ludzkich oraz pochówków w glinianych urnach, znajdują się na przylądku Lipuun, pomiędzy dwoma odnogami cieśniny – zatoką Malanut na wschodzie i zatoką Nakoda na zachodzie.  